# Kulalania antiqua
Genre
Espèce
Kulalania antiqua, unique représentant du genre Kulalania, est une espèce d'araignées aranéomorphes de la famille des Phyxelididae.

## Distribution
Cette espèce est endémique du Kenya. Elle se rencontre dans la province orientale entre 1 770 et 1 990 m d'altitude dans les monts Kulal.

## Description
La femelle holotype mesure 7,50 mm, les femelles mesurent de 5,19 à 9,33 mm.

## Publication originale
- Griswold, 1990 : A revision and phylogenetic analysis of the spider subfamily Phyxelidinae (Araneae, Amaurobiidae). Bulletin of the American Museum of Natural History, no 196, p. 1-206 (texte intégral).